# 克利爾湖鎮區 (印地安納州斯托本縣)
克利爾湖鎮區（英語：Clear Lake Township）是位於美國印地安納州斯托本縣的一個行政鎮區。

## 地方資料
根據2010年美國人口普查的數據，克利爾湖鎮區的面積為28.80平方千米，當中陸地面積為24.80平方千米，而水域面積為4.00平方千米。當地共有人口799人，而人口密度為每平方千米27.74人。